# Mola Shimelis
Mola Shimelis (* 1982) ist ein äthiopischer Marathonläufer.
2004 wurde er Siebter und 2005 Zweiter beim Xiamen-Marathon. Als Sechster des Berlin-Marathons 2005 stellte er mit 2:10:11 h seine persönliche Bestzeit auf.
2006 siegte er beim Rock ’n’ Roll Arizona Marathon. Im Jahr darauf wurde er Vierter in Arizona und Achter beim Nagano-Marathon, 2008 wurde er Sechster in Arizona und Vierter beim San-Antonio-Marathon.